# Konye
Konye es un municipio del departamento de Meme de la región del Sudoeste, Camerún. En noviembre de 2005 tenía una población censada de 44 711 habitantes.
Se encuentra ubicado cerca de la frontera con Nigeria y al norte de la ciudad más poblada del país, Duala.